# V (pesniška zbirka)
V je pesniška zbirka Matjaža Kocbeka. Zbirka je izšla leta 1972 pri založbi Obzorja.

## Vsebina
Pesniška zbirka je tesno povezana s pluralnim prostorom osvobojenega jezika iz 60. let 20. stoletja. Ideološke modele zamenjujejo estetski, a ne povsem, saj je še vedno čutiti napetost med pesnikom in stvarmi. Slednje v delu prehajajo v stanje antropomorfizma. 
V pesmih orisuje stanja, odnose med predmeti, njihovimi podobami. Pesmi so dolge, kitice pa so samo stopnje v sestopanju k bistvu pesmi. Konkretni simboli postajajo predmet kritične in posmehljive besedne igre. 
Lingvistično je pesnik odprt za vse vplive, le do žargonskih in njiže pogovornih besed je zadržan. Na eni strani jih ironično zavrača, na drugi pa jih uporabi za oblikovanje prehoda v neznano besedno substanco. Ta dvojnost je rdeča nit Kocbekove poezije.